# Авамский район
Авамский район — район, существовавший в Таймырском национальном округе РСФСР в 1930—1964 годах. Центр — село Волочанка.

## История
Авамский район был образован 10 декабря 1930 года в составе новообразованного Таймырского (Долгано-Ненецкого) национального округа Восточно-Сибирского края согласно постановлению ВЦИК «Об организации национальных объединений в районах расселения малых народностей Севера».
К 1 января 1948 года район включал 6 сельсоветов: Авамо-Нганасанский, Верхне-Долганский, Волочанский, Долгано-Эвенкийский, Затундринско-Крестьянский и Таймыро-Нганасанский.
25 апреля 1957 года часть территории Авамского района была передана в новый Диксонский район.
6 августа 1964 года Авамский район был упразднён, а его территория передана в подчинение Дудинскому горсовету.

## Население
По данным переписи 1939 года в Авамском районе проживало 2485 чел., в том числе якуты и долганы— 51,1 %, ненцы — 20,8 %, русские — 15,7 %, эвенки — 10,9 %. По данным переписи 1959 года в Авамском районе проживало 2571 чел..

## СМИ
В районе издавалась газета «Новый путь».